# Bereşti-Meria
Bereşti-Meria é uma comuna romena localizada no distrito de Galaţi, na região de Moldávia. A comuna possui uma área de 107.85 km² e sua população era de 4249 habitantes segundo o censo de 2007.